# Union des transports de Bouaké (UTB)
L'Union des transports de Bouaké est une entreprise ivoirienne spécialisée dans le transport interurbain de personnes et de marchandises. Fondée en 1984 par Kouamé Konan N’Sikan, qui en fut le Président Directeur Général, la société a son siège à Abidjan.

## Historique
L’Union des transports de Bouaké (UTB) a été créée en août 1984 et a débuté ses activités le 8 novembre de la même année. Spécialisée dans le transport interurbain de personnes et de marchandises, la société disposait initialement de deux cars. Sous la direction de son fondateur et président directeur général, Kouamé Konan N’Sikan, le parc automobile a rapidement été porté à douze véhicules au bout de six mois. Par la suite, UTB a continué d’accroître sa flotte au fil des années, atteignant plus de cent cinquante cars avant la crise ivoirienne de 2002, qui a entraîné la perte de plus de la moitié de ses véhicules. La société Union des transports de Bouaké par abréviation ‘’UTB’’ est une compagnie à responsabilité limitée au capital de 100 000 000 millions Fcfa, dont le fondateur est Kouamé Konan N’Sikan et le siège social se trouve à Abidjan-Marcory sur le Boulevard Valérie Giscard d’Estaing Immeuble Itrap-ci,.
L’éclatement de la crise ivoirienne en 2002 a profondément affecté l’évolution et la performance de la société.
Après la crise ivoirienne, entre 2003 et 2006, la société a repris progressivement ses activités de transport au service de la communauté. Elle a acquis de nouveaux cars et créé de nouvelles lignes à l’intérieur du pays. Par ailleurs, elle a rouvert sa ligne internationale desservant les gares d’Accra, Lomé et Cotonou.

## Structure de l'entreprise

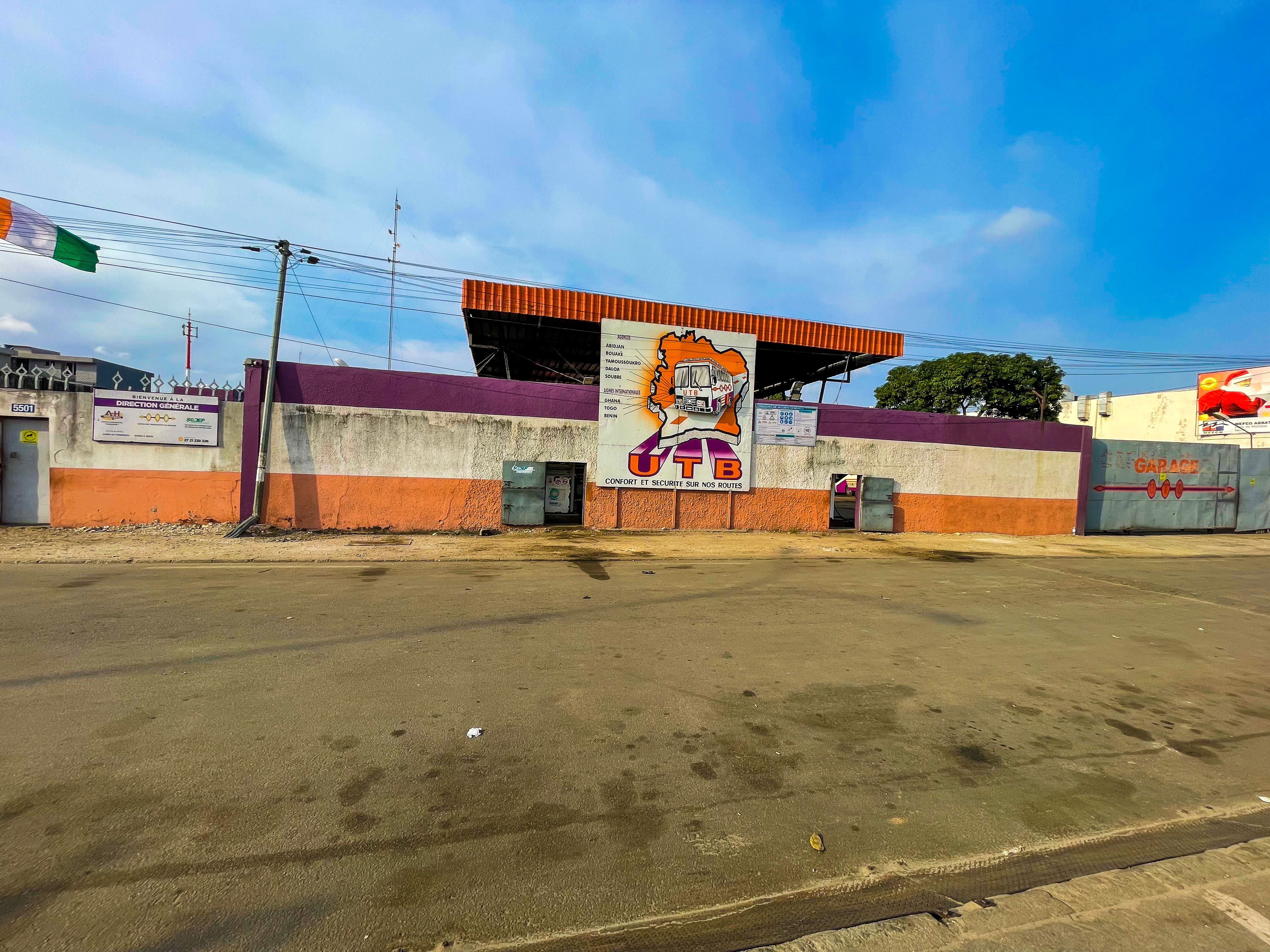
Direction Générale de UTB

La compagnie compte 24 gares réparties sur l’ensemble du territoire, couvrant les régions du centre au nord, du sud au centre, ainsi que l’ouest du pays.
L’entreprise a mis en place un système tarifaire différencié pour ses tickets, ce qui lui permet de générer des revenus financiers significatifs.

## Réseau de transport
l'Union des transports de Bouaké est présente dans certaines villes de la Côte d'Ivoire et dans la sous région ouest-africaine,. En Côte d'Ivoire, elle est présente à Bouaké, Yamoussoukro, Daloa, Soubré, Abidjan. Les prix des tickets de transport vont de 5 000 à 8 000 francs CFA.
Hors de la Côte d'Ivoire, la compagnie de transport est présente à Accra au Ghana, à Lomé au Togo et à Cotonou au Benin.

## Dépôts
UTB compte 27 dépôts, et chacun des dépôts jouent un rôle important en desservant tous les services qui sont rattachés à la société.

## Distinction
Avec près de 40 ans de présence en Côte d'Ivoire, plusieurs fois distinguée pour ses performance et son professionnalisme, la compagnie UTB a rang de pionnier et de champion dans le milieu du transport interurbain en Côte d'Ivoire.
En 2014, l’Union des Transports de Bouaké a été récompensée comme meilleure société de transport routier lors de la Journée nationale de l’excellence, célébrée le vendredi 1er août au palais de la présidence ivoirienne, en présence du président de la République, Alassane Ouattara,.